# Снігір Юлія Вікторівна
Юлія Вікторівна Снігир (рос. Юлия Викторовна Снигирь, справжнє прізвище: Сирискіна; нар. 2 червня 1983) — російська кіноактриса, телеведуча і фотомодель.

## Життєпис
Юлія народилась 2 червня 1983 року у місті Донський (Тульська область), Тульської області. Батько — Віктор Сирискін, викладав у шаховому гуртку, мати — Світлана Сирискіна, працювала телефоністкою. 

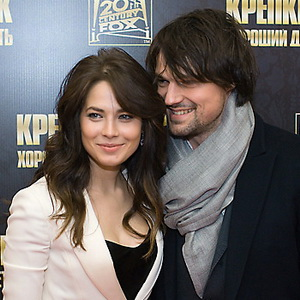

Закінчила гімназію № 20 м. Донський, факультет іноземних мов (англійське відділення, спеціальність «Англійська філологія») Московського Педагогічного Державного Університету. Зараз навчається в Театральному училищі імені Щукіна, курс Р. Ю. Овчинникова. За освітою — дипломований лінгвіст, викладач англійської та німецької мов.
Працюючи над фільмом «Глянець», Снігир познайомилася з Федором Бондарчуком, після чого отримала головну роль у фантастичному фільмі «Залюднений острів». Стала відомою після участі в зйомках музичного кліпу на пісню «До скорой встречи» групи «Звірі».
Після зоряної ролі акторка знялася в декількох вітчизняних фільмах, була запрошена на зйомки картини французького походження «Распутін» і чергової частини «Міцного горішка» на просторах Голлівуду. Виявилася, що вона зовсім не знає англійську мову, так що довелося швидко вивчити розмовний жанр. 
Плідна робота в 2010—2013 рр. відбилася виходом на екран більше десяти нових фільмів за участю акторки. Після кіноіндустрії акторка стала телеведучою на проекті каналу СТС «Територія відносності» на каналі СТС і на телепроєкті 5 каналу російського мовлення.
У 2016 році Юлія Снігир більшу частину часу присвячувала вихованню сина. Проте в 2017 році на екрани вийшла повнометражна трагікомедія «Блокбастер», де знімалися не тільки Юлія та Євген, а й Світлана Установа, Анна Чіповська, Михайло Єфремов і Олександр Молочников.
Фігурант бази даних центру «Миротворець» (участь у зйомках пропагандистського комедійного серіалу «Кримська сакура» (реж. В. Павлов) в анексованому РФ Криму).

## Особисте життя
Під час навчання в Московському Педагогічному Державного Університеті почала зустрічатися з однокурсником Олексієм Снігирем. Згодом вони одружилися, батьки нареченого придбали для молодят квартиру в сусідньому будинку.
У 2008 році в неї почались романтичні стосунки з кінооператором Максимом Осадчим, який був на 18 років старший за неї. Разом вони прожили два роки, після чого розійшлися. 
У лютому 2013 року стало відомо, що Снігир зустрічається з актором Данилом Козловським, з яким вони разом знімалися у фільмі «Распутін». На початку 2014 року пара розлучилася.
Перебуває у фактичному шлюбі з Євгеном Цигановим. Вони почали зустрічатися під час фільмування у серіалі «З чого починається Батьківщина?». 9 березня 2016 року народився син Федір.

## Кар'єра
- Веде передачу «Теорія відносності» на каналі СТС.
- 2010 — Телеведуча на каналі Петербург — П'ятий канал

### Фільмографія
- 2006 — Вакцина — Наташа
- 2006 — Останній забій — Анжела
- 2007 — Глянець — модель (епізод)
- 2008 — Населений острів — Рада Гаал
- 2009 — Населений острів. Сутичка — Рада Гаал
- 2009 — Кисень
- 2010 — Небо у вогні — Ліза Вороніна
- 2010 — В лісах і на горах — Мар'я Гаврилівна
- 2013 — Міцний горішок. Гарний день, аби померти — Ірина
- 2013 — Полярний рейс — Люда Полякова
- 2017 - Кривава бариня - Салтичиха
- 2020 — Новий Папа — Єва Новак